# Wulfstan II. von York
Wulfstan II. von York, auch als Lupus bezeichnet, (geboren um 946/966, vor 996; gestorben am 28. Mai 1023 in York) war ein englischer Geistlicher, der von 996 bis 1002 Bischof von London, von 1002 bis 1016 Bischof von Worcester und gleichzeitig  Erzbischof von York sowie von 1016 bis zu seinem Tod  nur noch Erzbischof von York war.

## Leben
Wulfstan entstammte einer angesehenen, wohlhabenden Familie, seine Neffen Beorhtheah, oder Brihtheah († 20. Dezember 1038), von 1033 bis 1038 und Wulfstan II. von Worcester (* 1008; 1062–1096) waren Nachfolger als Bischöfe von Worcester. Er lebte vermutlich zunächst als Mönch im Benediktinerkloster in Ely und war anschließend Abt des Klosters Worcester. Als Ealdwulf (auch Aldulf[us] oder Ealdulf) von York am 6. Mai 1002 starb, wurde er dessen Nachfolger als Erzbischof von York. Er war, wie seine beiden Vorgänger, bis 1016 zugleich Bischof von Worcester.
Wulfstan nutzte seine Position, um seine Vision einer „Heiligen Gesellschaft“ umzusetzen. Er verfasste zahlreiche Predigten und politischen Traktate, die er im Laufe der Jahre mehrmals überarbeitete. Er war in der Regierungszeit der Könige Æthelred (978–1016) und Knut (1016–1035) auch in der Gesetzgebung aktiv und war Teilnehmer mehrerer Konzile, so war er unter anderem als Berater König Æthelred beim Konzil in Enham anwesend. König Knut beauftragte ihn um 1020 seine nach der Schlacht von Assandun errichtete Kirche Ashingdon Minster zu weihen, da um diese Zeit der Bischofssitz von Canterbury vermutlich vakant war.
Wulfstans Einfluss und Werke blieben lange Zeit unbekannt. Bekannt wurde er durch die Schrift Sermo [Lupi] Ad Anglos. Wie sein Zeitgenosse Ælfric, mit dem er in Briefkontakt stand, galt er bei Literaturhistorikern als einer der produktivsten Schriftsteller jener Zeit. Ihm werden rund 52 Homilien zugeschrieben. Hintergrund für die Predigt Sermo Ad Anglos waren die ständigen Einfälle der Dänen, die fast jährlich in beide Sprengel Wulfstans einfielen und diese ausraubten und verwüsteten. Von solchen Überfällen berichtet auch das Gedicht The Battle of Maldon und die Bearbeitung J. R. R. Tolkiens The Homecoming of Beorhtnoth Beorhthelm’s Son, die von der Schlacht von Maldon erzählen. Vermutlich war Wulfstan im Jahr 991 noch in Ely und musste die wiederholten Überfälle miterleben. In seiner Predigt prangerte er insbesondere den sittenlosen Lebenswandel seiner Zeitgenossen, die Missachtung der sozialen Ordnung und der göttlichen Gebote an, die in allen angelsächsischen Gesellschaftsschichten zu finden waren. Die ständigen Überfälle der heidnischen Dänen deutete er als Vorboten der Apokalypse oder als Strafe Gottes für dieses unmoralische Verhalten. Er warnt eindringlich vor den Gefahren durch den Antichristen. Die neuere Forschung geht davon aus, dass er nicht alle Texte selbst niederschrieb. Sein umfangreichstes Prosawerk trägt den Titel Institutes of polity, civil and ecclesiastical. Es enthält den Entwurf einer Theorie zu den Pflichten und Rechten der Mitglieder eines christlichen Feudalstaates.

## Grablegung
Er wurde auf eigenen Wunsch hin in der Kirche der Abtei in Ely beigesetzt, dessen Kloster er als Patron und Wohltäter gefördert hatte. Er unterstützte ebenso das Kloster von Peterborough. Als ein neuer Chor in der Kathedrale von Ely errichtet wurde, wurde sein Leichnam aus der Abteikapelle an die Nordwand des Domchors überführt. In der Kirche von Ely wurde auch der tragische Held der Schlacht (der Edelmann Byrhtnoth) sowie fünf weitere Wohltäter des Klosters beigesetzt. Im Jahr 1769 verfasste James Bentham, Geistlicher, Altertumsforscher und Historiker der Kathedrale von Ely, einen Bericht über die bis zu diesem Zeitpunkt hier bewahrten Knochen, die lange Zeit in der Nordwand des ehemaligen Chors eingemauert ruhten. Die Verlegung des Chors an das östliche Ende der Kirche führte am 18. Mai 1769 zum Abriss dieser Wand. Bentham war zugegen und listete alles auf, was in den Grabstellen gefunden wurde. Die Knochen waren teilweise zerfallen, doch nahm er Messungen vor und errechnete daraus die Körpergröße der verstorbenen. Im Jahr 1771 wurden die sterblichen Überreste der sieben Männer nochmals in die Bishop West’s chapel in der südöstlichen Ecke der Kathedrale umgebettet. Sie wurden in einem Hohlraum innerhalb eines Bogens an der Südseite der Kapelle in getrennten Zellen und in derselben Anordnung, wie sie vorgefunden wurden bestattet. Davor wurden kleine gotische Nischen aus Stein angefertigt, die mit dem Namen und dem Todesdatum der Person beschriftet wurden. Im oberen Bereich befindet sich eine Inschrift. Zeichnungen nach den Originalbildnissen auf der ehemaligen Nordwand sind in der Sepulchral monuments in Great Britain Teil 1 abgedruckt.

## Werke (Auswahl)

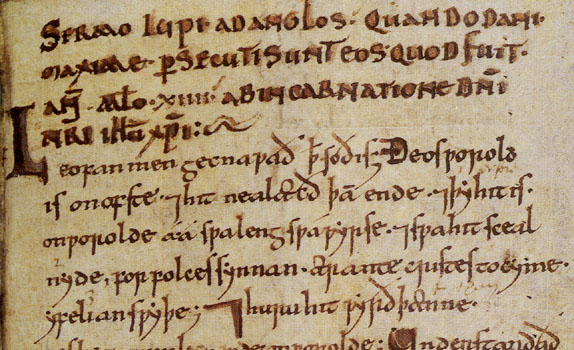
Sermo Lupi ad Anglos

- Sermo Lupi ad Anglos, quando Dani maxime prosecuti sunt eos, quod fuit anno 1014 ab incarnatione domini nostri Jesu Christi. (Latein)